# Lascano (Uruguay)
Lascano es una ciudad uruguaya situada al norte del departamento de Rocha sobre las rutas ruta 14 y 15. Es además sede del municipio homónimo. Está rodeada por importantes bañados y humedales del Este del país.

## Geografía
El río Cebollatí se encuentra a 13 km de la ciudad, que se hace atractivo en el verano por la tranquilidad y seguridad de sus aguas. Además, Lascano cuenta con las dos plantas arroceras más importantes del país (Saman y Coopar), por lo que se la considera la capital arrocera del país. Está a una distancia de 260 km de Montevideo y a 100 km de la capital departamental (Rocha).
Los centros poblados más cercanos son Velázquez (48 km), José Pedro Varela (42 km), Chuy (84 km), San Luis (50 km), 18 de julio (70 km), Cebollatí (60 km), Averías (Río Cebollatí) (13 km).

## Historia
Fue fundada en los campos del estanciero Francisco Fernández, en el año 1876. Originalmente llevó el nombre de "Tres Islas". Posteriormente, y como consecuencia de los diferentes trámites realizados ante el gobierno nacional para contar con autoridades policiales y los diversos servicios públicos, tomó el nombre del compadre de Fernández, el vasco Francisco Lascano, quien firmaba los documentos, al ser Fernández analfabeto.
Con la nueva ley de descentralización, Lascano se transformó en municipio, siendo elegido como alcalde para el periodo 2010-2015, Ricardo Rodríguez Dutra.

## Población
Según el censo del año 2023 la ciudad contaba con una población de 7572 habitantes.
| 3866          | 5309 | 6026 | 7152 | 7134 | 6994 | 7645 | 7572 |
| (Fuente: INE) |      |      |      |      |      |      |      |

## Lascanenses destacados
- Artigas Barrios, político
- Carlos Julio Eizmendi, violinista
- Adauto Puñales, político
- Yeanneth Puñales, escribana y política
- Néstor García, atleta olímpico de maratón en Sídney 2000
- José Ignacio Techera Jugador de fútbol, la posición que cumple es la de portero.
- Nelson Gutierrez Periodista deportivo